# Patricia Krenwinkel
Patricia Dianne "Katie" Krenwinkel, född 3 december 1947 i Los Angeles, Kalifornien, är en dömd amerikansk mördare och tidigare medlem i den så kallade Mansonfamiljen. Krenwinkel deltog i de båda mord som kallas Tate-LaBiancafallet och som utfördes två nätter i rad den 9 och 10 augusti 1969.
Krenwinkel dömdes till döden, men straffet omvandlades till livstid. Hon sitter fortfarande i fängelse och rapporteras ha skött sig exemplariskt. Hon har dock aldrig beviljats frigivning, trots otaliga ansökningar. Senast fick hon avslag 2011. Hon är den kvinnliga fånge i Kalifornien som suttit fängslad under längst tid.